# 崤山
崤山，又称殽山，古代地名，在长安（今陕西省西安）、洛阳之间的黄河流域。又称三崤，亦名二崤，今河南省洛阳市洛宁县北三十公里。常与附近的函谷关并称崤函，是中国古代军事战略重地，以地势险峻、关隘坚固、易守难攻著称。也是古代山東的“山”的來源。

## 遺址
史書上记载，此處有二座遺址：
1. 北陵是周文王避雨之地。
2. 南陵為夏朝皋的墳墓。

## 殽山之战
晋国军队曾经在公元前627年（春秋时代）在此地与秦穆公派去东征的秦军大战，秦国全军覆没，晋军坑杀秦国军队。此战至使秦国失去了向东发展的信心，转而向西，吞并了一些戎狄部族，称霸西戎。

## 延伸阅读
[在维基数据编辑]
 《欽定古今圖書集成·方輿彙編·山川典·崤山部》，出自陈梦雷《古今圖書集成》